# 倉永站
倉永站（日语：／ Kuranaga eki */?）是位於福岡縣大牟田市大字倉永，屬於西日本鐵道（西鐵）的天神大牟田線車站。車站編號為T46。

## 歷史
- 1938年（昭和13年）10月1日 - 車站啟用。
- 1993年（平成5年）11月10日 - 車站大樓翻新。
- 2008年（平成20年）5月18日 - 此站開始可以使用IC卡nimoca。
- 2017年（平成29年）2月1日 - 此站引入車站編號[1]。
- 2021年（令和3年）4月1日 - 隨著引入中央控制行車，整日成為無人車站[2][3]。

## 車站構造
本站是地面車站，設有1面2線的島式月台。此站設有自動閘機，並於2008年（平成20年）5月16日起加設IC卡專用簡易閘機。

### 月台
| 月台 | 路線          | 上下行 | 方向                           |
| ---- | ------------- | ------ | ------------------------------ |
| 1    | ■天神大牟田線 | 下行   | 大牟田方向                     |
| 2    | ■天神大牟田線 | 上行   | 久留米、福岡（天神）、甘木方向 |

## 使用狀況
在2019年度，1日平均上下車人次為1,141人。
以下為各年度1日平均使用人次列表：
| 年度               | 1日平均 乘車人次 | 1日平均 上下車人次 |
| ------------------ | ---------------- | ------------------ |
| 2001年（平成13年） | 866              | 1,701              |
| 2002年（平成14年） | 836              | 1,636              |
| 2003年（平成15年） | 768              | 1,511              |
| 2004年（平成16年） | 734              | 1,425              |
| 2005年（平成17年） | 685              | 1,356              |
| 2006年（平成18年） | 671              | 1,337              |
| 2007年（平成19年） | 652              | 1,288              |
| 2008年（平成20年） | 623              | 1,230              |
| 2009年（平成21年） | 614              | 1,213              |
| 2010年（平成22年） | 605              | 1,172              |
| 2011年（平成23年） | 615              | 1,187              |
| 2012年（平成24年） | 600              | 1,164              |
| 2013年（平成25年） | 605              | 1,182              |
| 2014年（平成26年） | 584              | 1,139              |
| 2015年（平成27年） | 571              | 1,116              |
| 2016年（平成28年） | 663              | 1,296              |
| 2017年（平成29年） | 600              | 1,174              |
| 2018年（平成30年） |                  |                    |
| 2019年（令和元年） |                  | 1,141              |

## 車站周邊
- 甘木山（日语：甘木山）（甘木公園、大牟田高地）
- 明光學園中學·高等學校（日语：明光学園中学校・高等学校）
- 福岡縣立有明新世高等學校（日语：福岡県立ありあけ新世高等学校）
- 福岡縣立大牟田北高等學校（日语：福岡県立大牟田北高等学校）
- JR鹿兒島本線 吉野站
- 倉永郵局
- 倉永派出所
- y店倉永
- 倉永生活循環巴士 倉永站前巴士站

## 相鄰車站
西日本鐵道
■天神大牟田線
■特急、■急行
通過
■普通
西鐵渡瀨（T45）－倉永（T46）－東甘木（T47）

## 注腳
1. ↑   (PDF). 西日本鐵道. 2017-01-24  [2017年3月20日]. （原始内容存档 (PDF)于2020-07-28） （日语）.
2. ↑   (PDF) (新闻稿). 西日本鉄道広報部. 2021-03-19  [2021-03-19]. （原始内容 (PDF)存档于2021-03-19） （日语）.
3. ↑   (PDF) (新闻稿). 西日本鉄道広報部. 2020-08-28  [2020-08-28]. （原始内容 (PDF)存档于2020-08-28） （日语）.
4. 1 2  . 西日本鉄道株式会社.   [2021-01-14]. （原始内容存档于2021-01-29） （日语）.
5. ↑  大牟田市統計年鑑 （運輸および通信） - 大牟田市公式ホームページ／統計 （页面存档备份，存于）（日語）

## 外部連結
- 倉永站（西鐵沿線web） （页面存档备份，存于）（日語）